# Sphagnum palustre
Sphagnum palustre là một loài rêu trong họ Sphagnaceae. Loài này được L. mô tả khoa học đầu tiên năm 1753.

## Hình ảnh

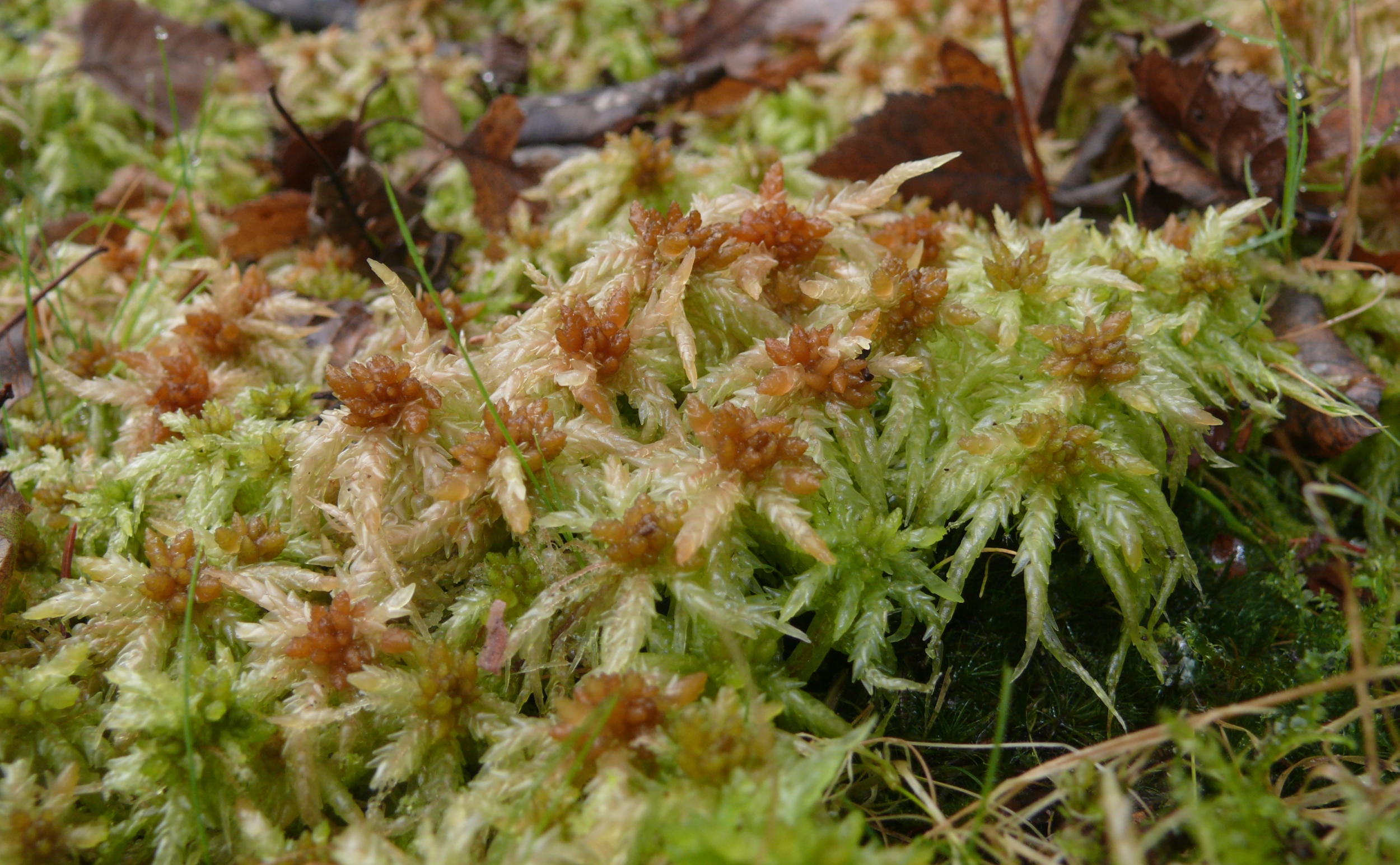
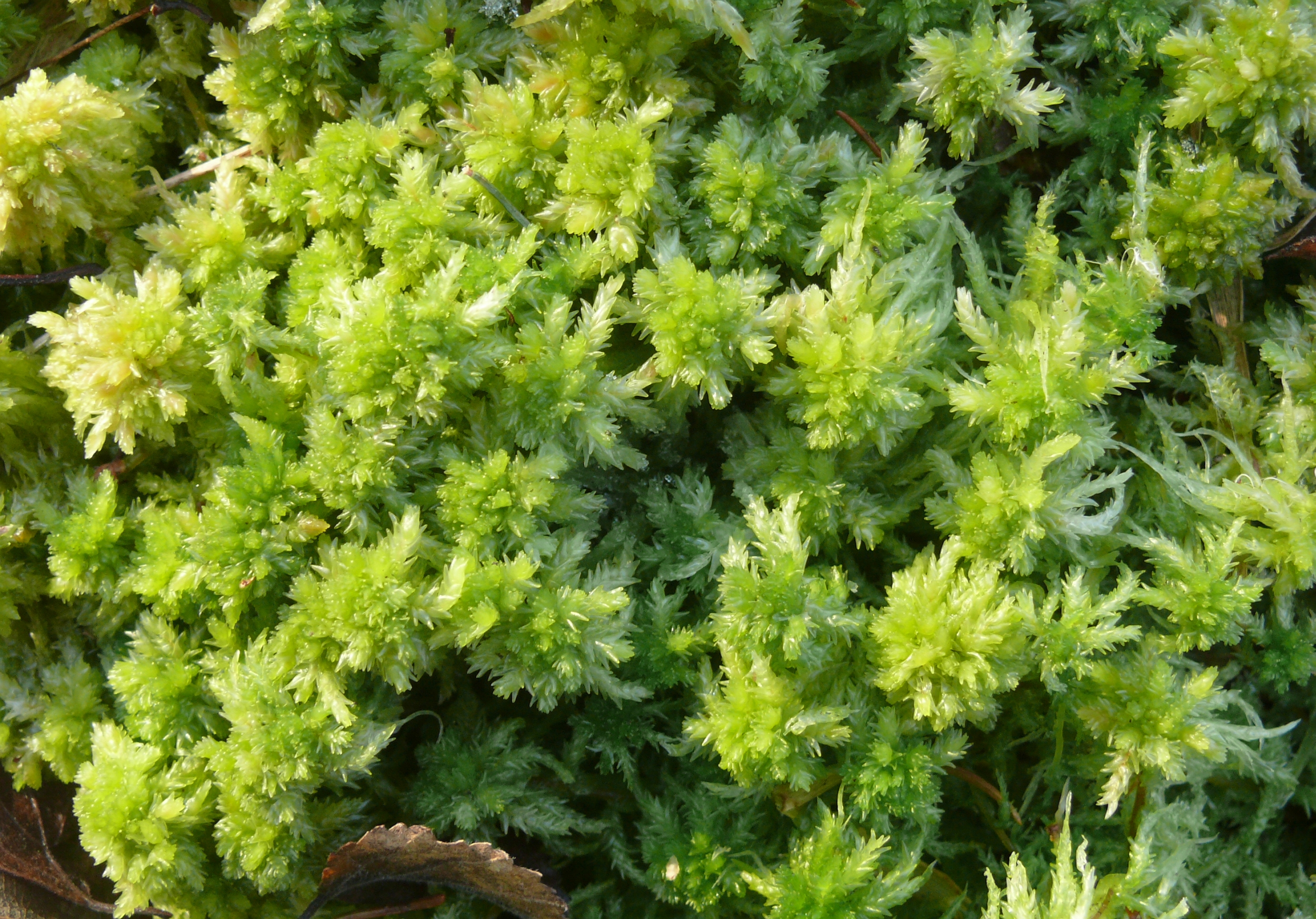
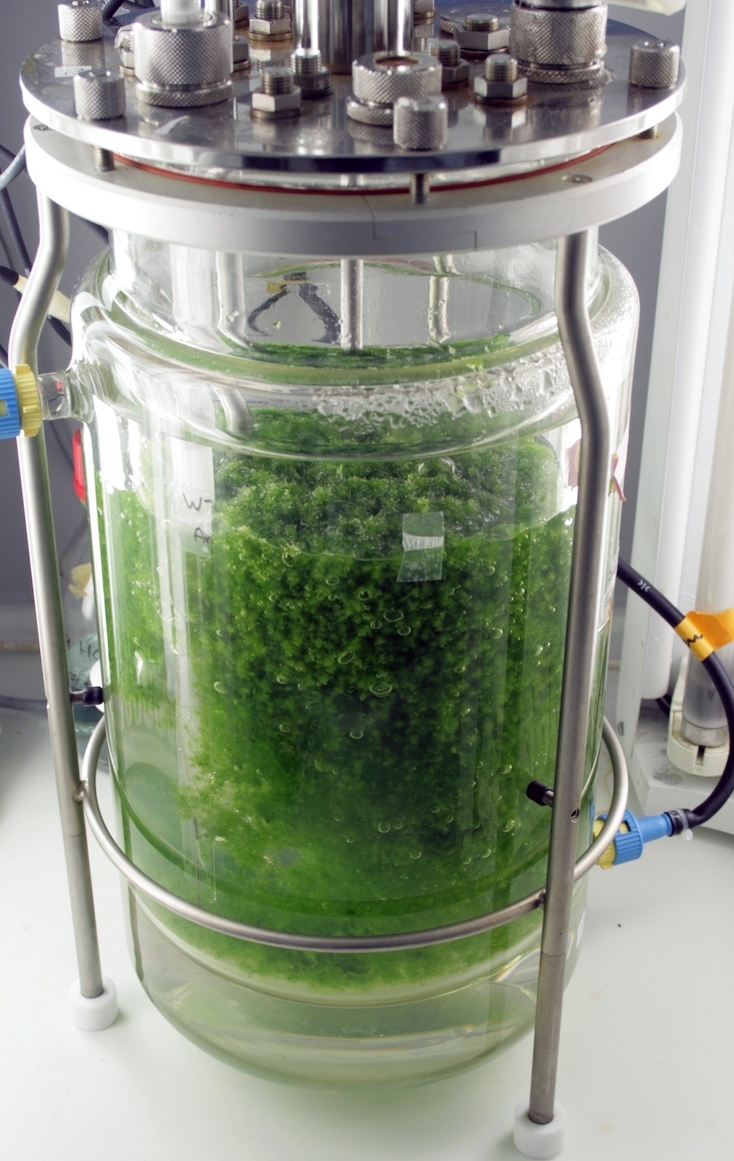
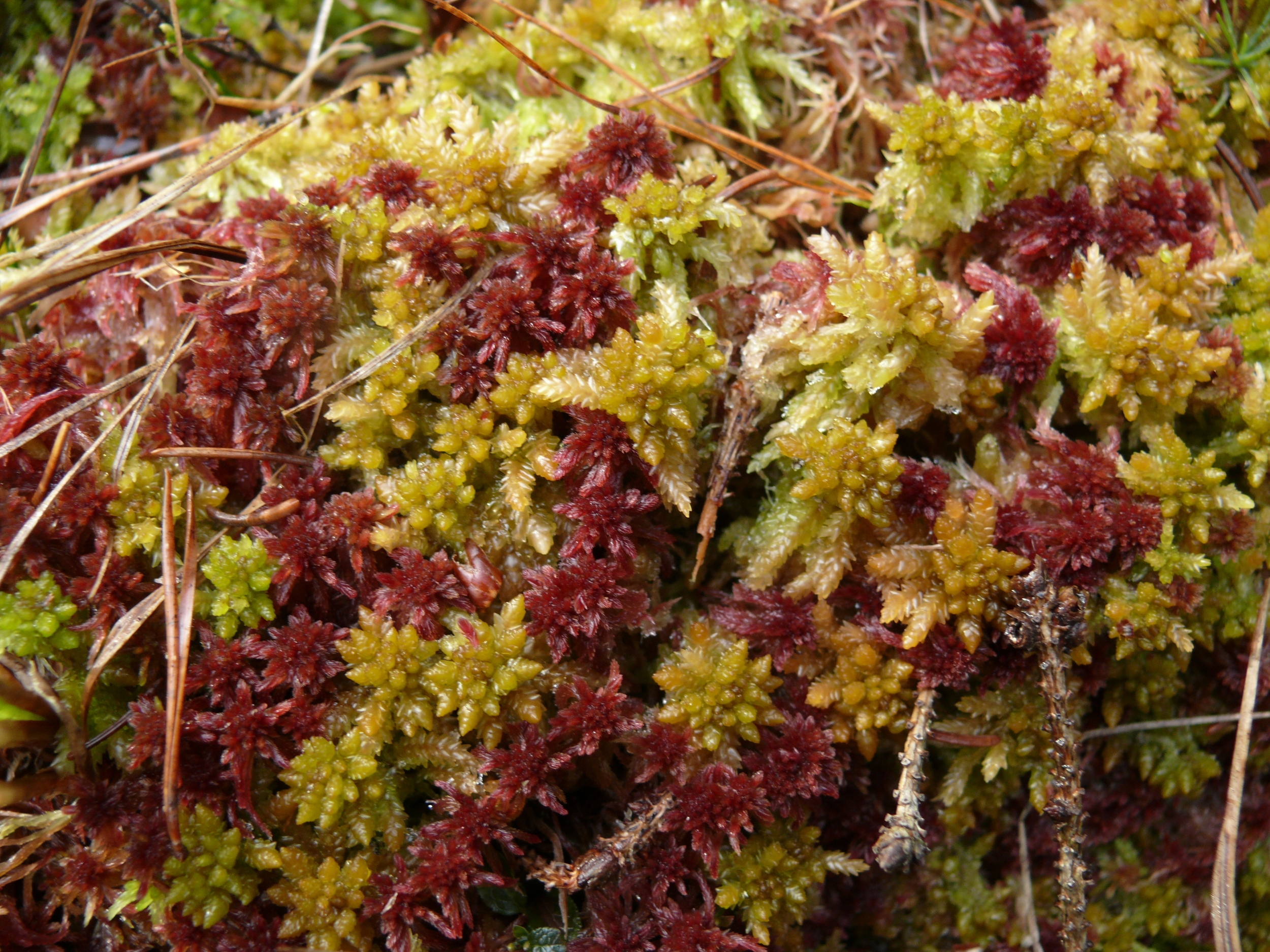